# Spoorlijn Saint-Georges-Motel - Grand-Quevilly
De Spoorlijn Saint-Georges-Motel - Grand-Quevilly was een Franse spoorlijn van Saint-Georges-Motel naar Le Grand-Quevilly. De lijn was 99,5 km lang en heeft als lijnnummer 370 000.

## Geschiedenis
Het gedeelte tussen Saint-Georges-Motel en Caudebec-lès-Elbeuf werd aangelegd door de Compagnie du chemin de fer d'Orléans à Châlons en geopend in verschillende gedeeltes. Van Saint-Georges-Motel naar Acquigny  op 5 mei 1873, van Acquigny naar Louviers op 10 mei 1872 en van Louviers naar Caudebec-lès-Elbeuf op 15 augustus 1875.
Het tracé tussen Caudebec-lès-Elbeuf en Elbeuf-Ville werd geopend door de Compagnie du chemin de fer d'Orléans à Rouen op 14 januari 1876. Na het faillissement van de Compagnie du chemin de fer d'Orléans à Rouen werd de lijn voltooid naar Grand-Quevilly door de Administration des chemins de fer de l'État op 8 januari 1883.
Reizigersverkeer werd in gedeeltes opgeheven, tussen Saint-Georges-Motel en Bueil op 27 september 1969, tussen Bueil en Louviers op 1 juli 1950, tussen Louviers en Elbeuf-Ville op 11 maart 1940 en tussen Elbeuf-Ville en Grand-Quevilly op 12 december 1965.
Goederenvervoer werd eveneens op verschillende momenten gestaakt: 
- Saint-Georges-Motel - Croth-Sorel: 1 augustus 1989
- Croth-Sorel - Bueil: 3 april 1972
- Bueil - La Croix-Saint-Leufroy: 30 mei 1989
- La Croix-Saint-Leufroy - Louviers: 31 mei 1959
- Louviers - La Haye-Malherbe-Montaure: 1949
- La Haye-Malherbe-Montaure - Saint-Pierre-lès-Elbeuf: 3 november 1969
- Saint-Pierre-lès-Elbeuf - Grand-Quevilly: 1 januari 2021

Goederenvervoer tussen Acquigny en Louviers werd hervat in 1979 en tussen Louviers en Saint-Germain in 1963, in 2008 werd het op dit tracé weer stilgelegd.

## Aansluitingen
In de volgende plaatsen is of was er een aansluiting op de volgende spoorlijnen:
Saint-Georges-Motel
RFN 397 000,  spoorlijn tussen Dreux en Saint-Aubin-du-Vieil-Évreux
Bueil
RFN 366 000, spoorlijn tussen Mantes-la-Jolie en Cherbourg
Pacy-sur-Eure
RFN 339 000, spoorlijn tussen Gisors-Boisgeloup en Pacy-sur-Eure
Acquigny
RFN 371 000,  spoorlijn tussen Évreux-Normandie en Acquigny
Louviers
RFN 376 000, spoorlijn tussen Saint-Pierre-du-Vauvray en Louviers
La Londe
RFN 373 300, raccordement van La Londe
Grand-Quevilly
RFN 365 000, spoorlijn tussen Rouen-Gauche en Petit-Couronne

## Galerij

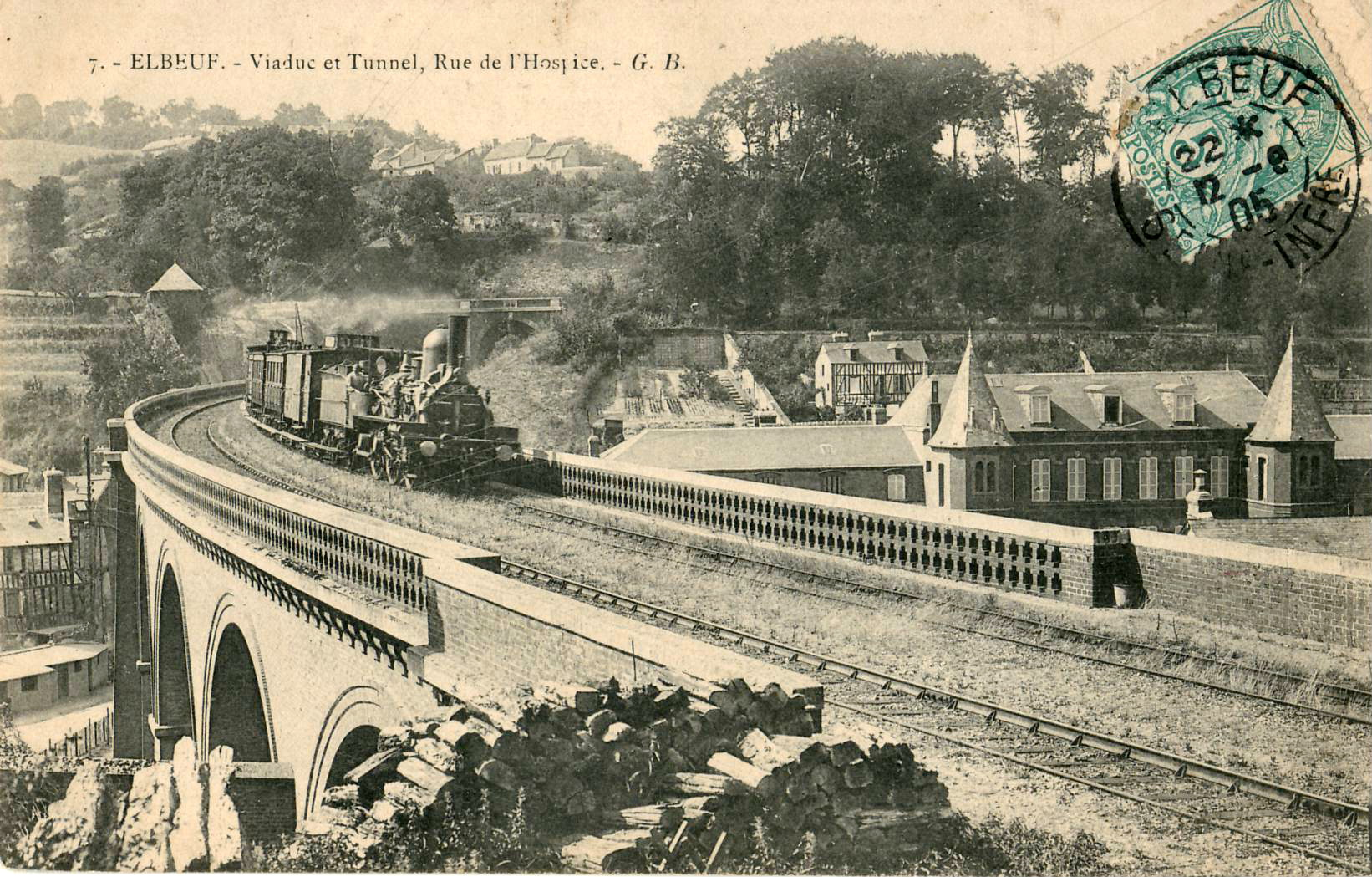
Viaduct van Hospice in Elbeuf
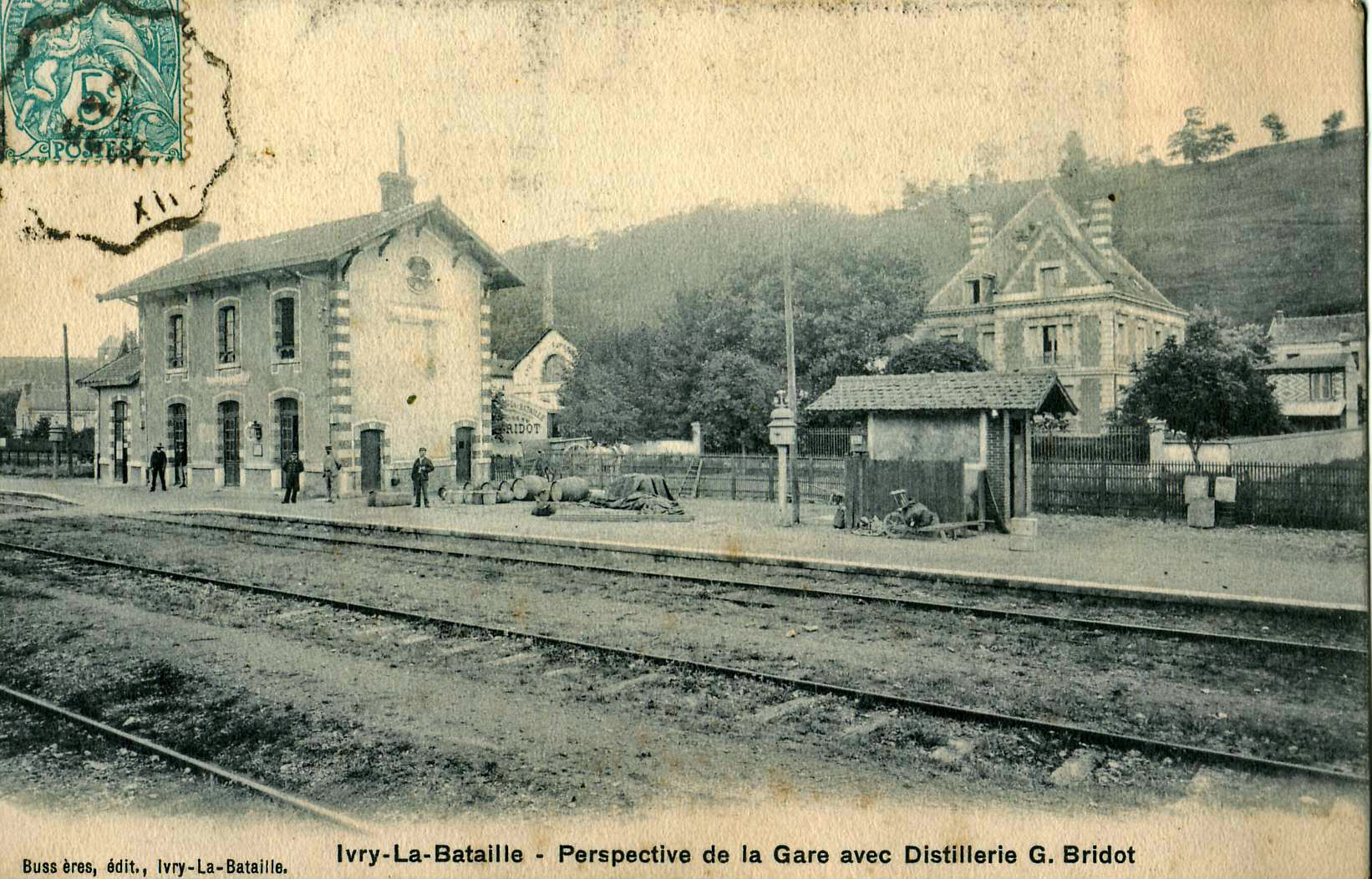
Station Ivry-la-Bataille
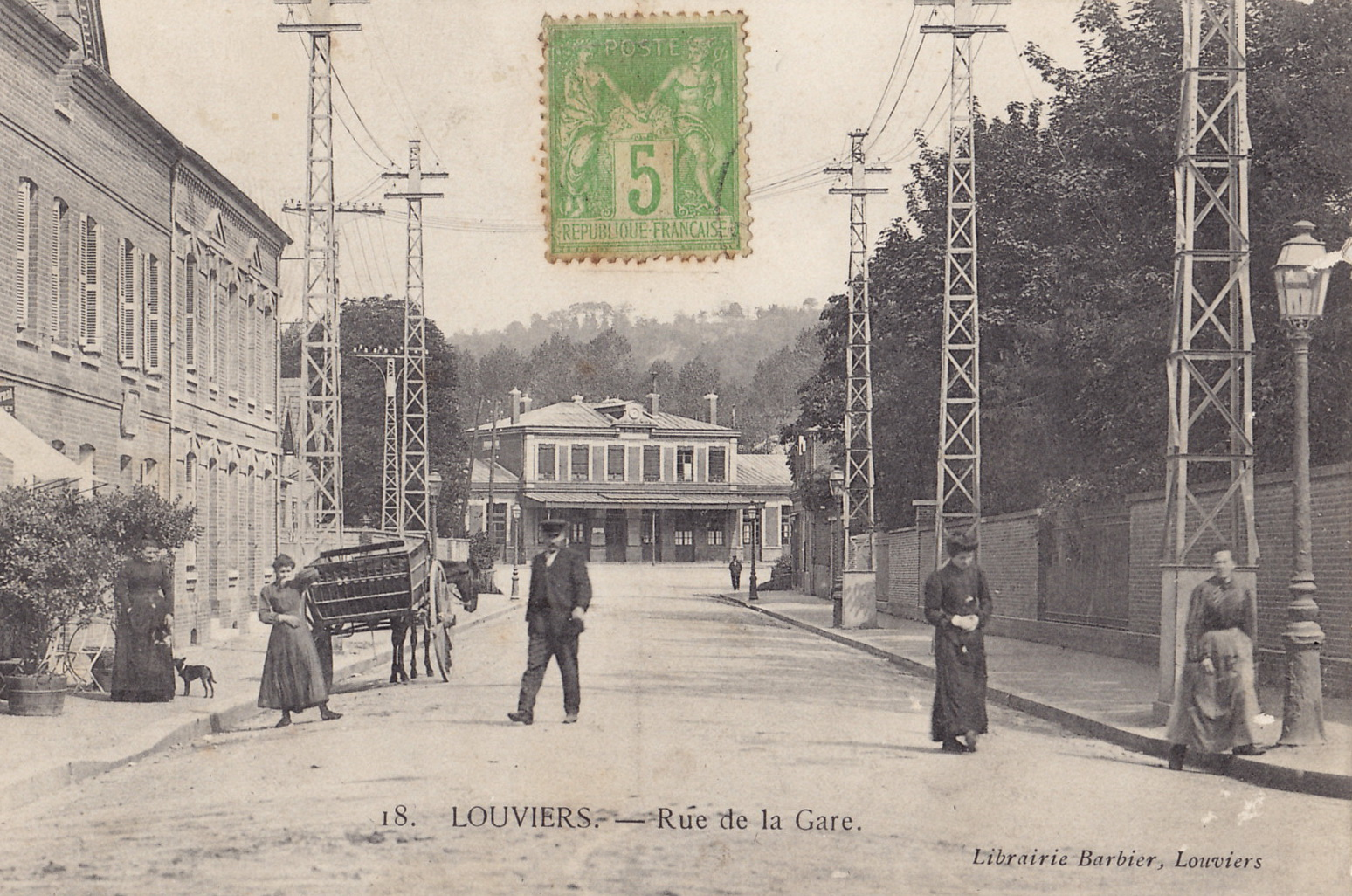
Station Louviers rond 1920